# Shine
Shine és una pel·lícula australiana de Scott Hicks estrenada el 1996.

## Argument
La història de Shine s'inspira en la vida de David Helfgott, pianista australià nascut a Melbourne que, des de petit, va fer prova de dons excepcionals. Alguns anys més tard, greus trastorns psíquics el van allunyar de l'escena durant prop de deu anys. Tanmateix, el 1984, va fer una tornada triomfal que va llançar la seva carrera.

## Repartiment
- Geoffrey Rush: David Helfgott
- Armin Mueller-Stahl: Peter
- John Gielgud: Cecil Parkes
- Lynn Redgrave: Gillian
- Noah Taylor: David Helfgott (adolescent)
- Alex Rafalowicz: David Helfgott (nen)

## Premis i nominacions

### Premis
- 1997: Oscar al millor actor per Geoffrey Rush
- 1997: Globus d'Or al millor actor dramàtic per Geoffrey Rush
- 1997: BAFTA al millor actor per Geoffrey Rush
- 1997: BAFTA a la millor música

### Nominacions
- 1997: Oscar a la millor pel·lícula
- 1997: Oscar al millor director per Scott Hicks
- 1997: Oscar al millor actor secundari per Armin Mueller-Stahl
- 1997: Oscar al millor guió original per Jan Sardi i Scott Hicks
- 1997: Oscar a la millor banda sonora per David Hirschfelder
- 1997: Oscar al millor muntatge per Pip Karmel
- 1997: Globus d'Or a la millor pel·lícula dramàtica
- 1997: Globus d'Or al millor director per Scott Hicks
- 1997: Globus d'Or al millor guió per Jan Sardi
- 1997: Globus d'Or a la millor cançó original per David Hirschfelder
- 1997: BAFTA a la millor pel·lícula
- 1997: BAFTA a la millor direcció per Scott Hicks
- 1997: BAFTA a la millor actriu secundària per John Gielgud
- 1997: BAFTA al millor actor secundari per Lynn Redgrave
- 1997: BAFTA al millor guió original per Jan Sardi
- 1997: BAFTA a la millor música per David Hirschfelder
- 1997: BAFTA al millor muntatge per Pip Karmel